# Чемпионат мира по биатлону среди юниоров 2000
34-й чемпионат мира по биатлону среди юниоров (англ. IBU junior world championships biathlon 2000) проходил в австрийском Хохфильцине с 8 февраля по 12 февраля 2000 года.
Соревнования проходили среди юниоров и юниорок (до 21 года). Было разыграно 8 комплектов медалей, по 2 в индивидуальной гонке, спринте, преследовании, эстафете.
В целом, весь чемпионат прошел при тотальном преимуществе сборной Германии, которая остановилась в шаге от уникального достижения — победы во всех гонках. Помешала этому представительница российской сборной Ирина Фомина, опередившая Сабрину Бухгольц в индивидуальной гонке на 12,5км, которая к своей серебряной медали завоевала 3 золота, включая эстафету. В мужской части турнира абсолютным чемпионом стал восходящая «звезда» из Германии Фабиан Мунд. Однако, в дальнейшем череда травм и болезней помешали ему добиться высот во взрослом биатлоне. Кроме упомянутых спортсменов свои первые медали на соревнованиях столь высокого уровня завоевали такие известные в будущем биатлонисты, как Тура Бергер (Норвегия), Елена Хрусталева (Россия, Казахстан), Андреас Бирнбахер (Германия), Иван Черезов (Россия), Николай Круглов (Россия) и Даниэль Граф (Германия).

## Результаты Соревнования
| Гонка                                                                                     | Юниоры | Юниорки |
| Спринт 1. 11 февраля 2000 Юниоры: 10 км 2. 11 февраля 2000 Юниорки: 7,5 км                | Фабиан Мунд 25:44.6 (0) Андреас Бирнбахер +34.9 (1) Даниэль Граф +49.8 (1) 4. Иржи Фалтус +57.2 (0) 5. Иван Черезов +1:04.2 (1) 6. Бенжамин Эдер +1:04.5 (2) Протоколы | Сабрина Бухгольц 23:01.4 (1) Юлия Макарова +46.5 (2) Тура Бергер +53.7 (1) 4. Елена Хрусталёва +57.8 (3) 5. Ирина Фомина +1:05.4 (1) 6. Нина Кленовска +1:08.8 (0) Протоколы                                                                   |
| Гонка преследования 1. 12 февраля 2000 Юниоры: 12,5 км 2. 12 февраля 2000 Юниорки: 10 км  | Фабиан Мунд 35:31.9 (5) Николай Круглов +37.5 (2) Андреас Бирнбахер +54.6 (7) 4. Иван Черезов +55.4 (3) 5. Геир Оле Стейнслетт +1:21.0 (2) 6. Даниэль Граф +1:34.5 (5) Протоколы | Сабрина Бухгольц 31:20.3 (3) Елена Хрусталёва +1:19.2 (5) Нина Кленовска +1:41.3 (2) 4. Юлия Макарова +1:41.9 (4) 5. Оксана Яковлева +1:51.7 (2) 6. Ирина Фомина +2.09.3 (4) Протоколы                                                         |
| Индивидуальная гонка 1. 08 февраля 2000 Юниоры: 15 км 2. 08 февраля 2000 Юниорки: 12,5 км | Фабиан Мунд 39:44.4 (1) Андреас Бирнбахер +1:03.9 (3) = Геир Оле Стейнслетт +2:06.2 (2) = Эйнинас Гузас +2:06.2 (2) 5. Бенжамин Эдер +2:08.1 (4) 6. Роман Прима +2:17.7 (2) Протоколы | Ирина Фомина 45:26.3 (1) Сабрина Бухгольц +1:30.0 (1) Магда Резлерова +2:06.6 (3) 4. Елена Хрусталёва +2:16.1 (5) 5. Оксана Яковлева +2:16.3 (5) 6. Элизабет Дальстрём +2.55.2 (3) Протоколы                                                   |
| Эстафета 1. 9 февраля 2000 Юниоры: 4х7,5 км 2. 9 февраля 2000 Юниорки: 3х7,5 км           | Германия 1:26:23.9 (?) (Фабиан Мунд, Кристиан Мерингер, Даниэль Граф, Андреас Бирнбахер) Россия +1:32.3 (?) (Денис Салдимиров, Иван Черезов, Николай Круглов, Алексей Чурин) Норвегия +5:04.6 (?) (Кент Рогер Гуттормсен, Свейнунг Странд, Йон Ула Улсет, Гейр Уле Стейнслетт) 4. Финляндия 5. Австрия 6. США протоколы | Германия 1:17:07.0 (?) (Сабрина Бухгольц, Карина Хартлеб, Ивонне Форбергер) Россия +3:41.8 (?) (Юлия Макарова, Ирина Фомина, Елена Хрусталёва) Китай +3:56.6 (?) (Лю Юаньюань, Ли Хуо, Чэн Сяони) 4. Беларусь 5. Норвегия 6. Франция протоколы |

## Таблица медалей
| Место | Страна   |   |   |   | Всего |
| ----- | -------- | - | - | - | ----- |
| 1     | Германия | 7 | 3 | 2 | 12    |
| 2     | Россия   | 1 | 5 | 0 | 6     |
| 3     | Норвегия | 0 | 0 | 3 | 3     |
| =4    | Болгария | 0 | 0 | 1 | 1     |
| =4    | Чехия    | 0 | 0 | 1 | 1     |
| =4    | Эстония  | 0 | 0 | 1 | 1     |
| =4    | Китай    | 0 | 0 | 1 | 1     |
|       | ИТОГО    | 8 | 8 | 9 | 25    |